# Carmine
Carmine is een plaats (city) in de Amerikaanse staat Texas, en valt bestuurlijk gezien onder Fayette County.

## Demografie
Bij de volkstelling in 2000 werd het aantal inwoners vastgesteld op 228.
In 2006 is het aantal inwoners door het United States Census Bureau geschat op 230, een stijging van 2 (0,9%).

## Geografie
Volgens het United States Census Bureau beslaat de plaats een oppervlakte van
4,3 km², geheel bestaande uit land. Carmine ligt op ongeveer 132 m boven zeeniveau.

## Plaatsen in de nabije omgeving
De onderstaande figuur toont nabijgelegen plaatsen in een straal van 28 km rond Carmine.